# Ethan Katzberg
Ethan Katzberg, född 5 april 2002, är en kanadensisk friidrottare som tävlar i släggkastning.

## Karriär
Vid världsmästerskapen i friidrott år 2023 i Budapest vann Katzberg guld i släggkastning.
Vid olympiska sommarspelen 2024 vann Katzberg OS-guld med ett segerresultat på 84,12 m. 